# Дом-ле-Мениль
Дом-ле-Мени́ль (фр. Dom-le-Mesnil) — коммуна во Франции, находится в регионе Шампань — Арденны. Департамент — Арденны. Входит в состав кантона Флиз. Округ коммуны — Шарлевиль-Мезьер.
Код INSEE коммуны — 08140.
Коммуна расположена приблизительно в 210 км к северо-востоку от Парижа, в 90 км севернее Шалон-ан-Шампани, в 12 км к юго-востоку от Шарлевиль-Мезьера.

## Население
Население коммуны на 2008 год составляло 1112 человек.
| 1962 | 1968 | 1975 | 1982 | 1990 | 1999 | 2008 |
| ---- | ---- | ---- | ---- | ---- | ---- | ---- |
| 925  | 979  | 901  | 927  | 926  | 1047 | 1112 |

## Администрация
| Период | Период | Фамилия        | Партия | Должность |
| ------ | ------ | -------------- | ------ | --------- |
| 2001   | 2008   | Клод Маркиньи  |        |           |
| 2008   |        | Жан-Пьер Кошар |        |           |

## Экономика
В 2007 году среди 736 человек в трудоспособном возрасте (15—64 лет) 517 были экономически активными, 219 — неактивными (показатель активности — 70,2 %, в 1999 году было 68,5 %). Из 517 активных работали 460 человек (260 мужчин и 200 женщин), безработных было 57 (21 мужчина и 36 женщин). Среди 219 неактивных 83 человека были учениками или студентами, 49 — пенсионерами, 87 были неактивными по другим причинам.

## Фотогалерея

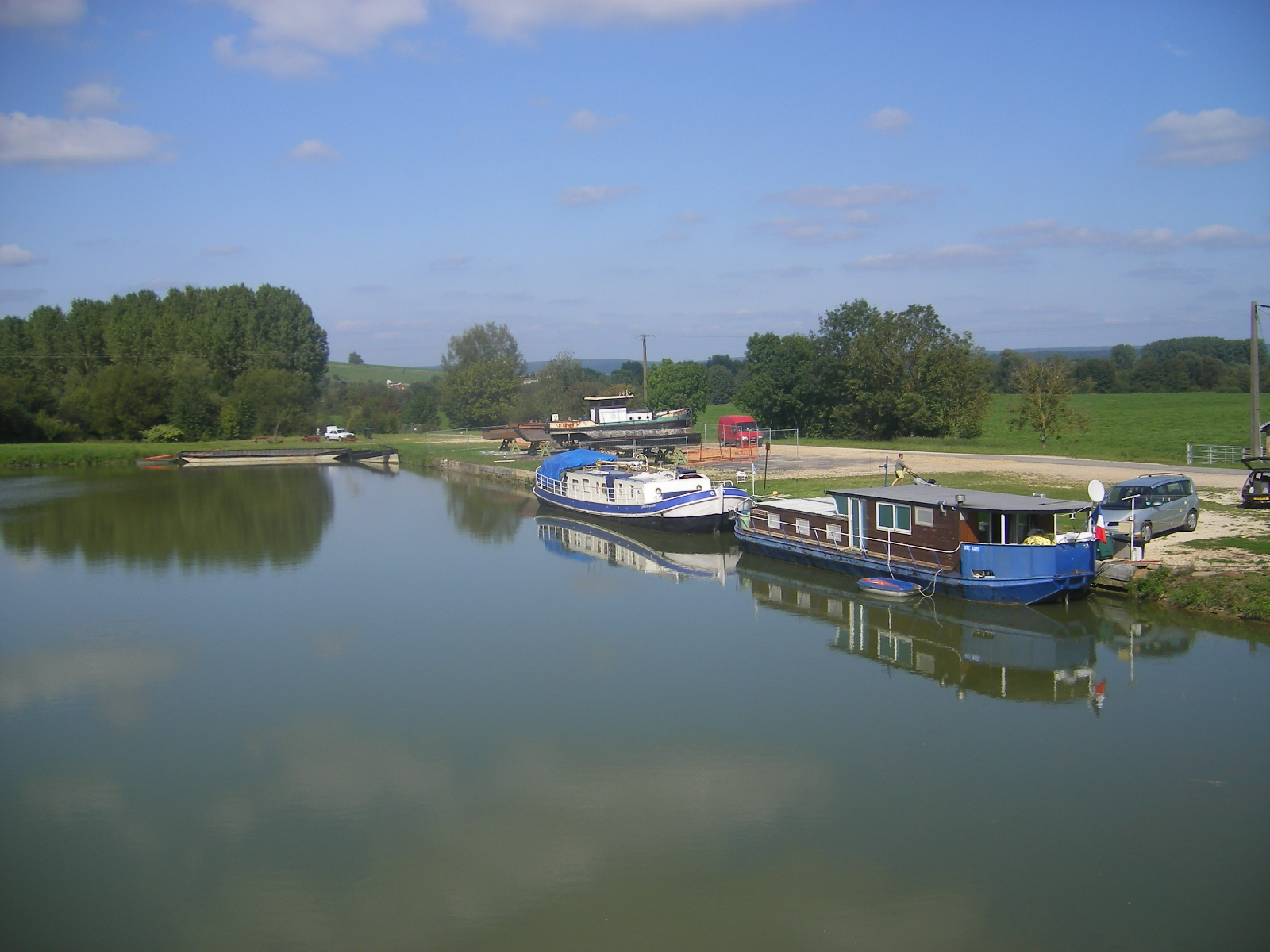
Арденнский канал
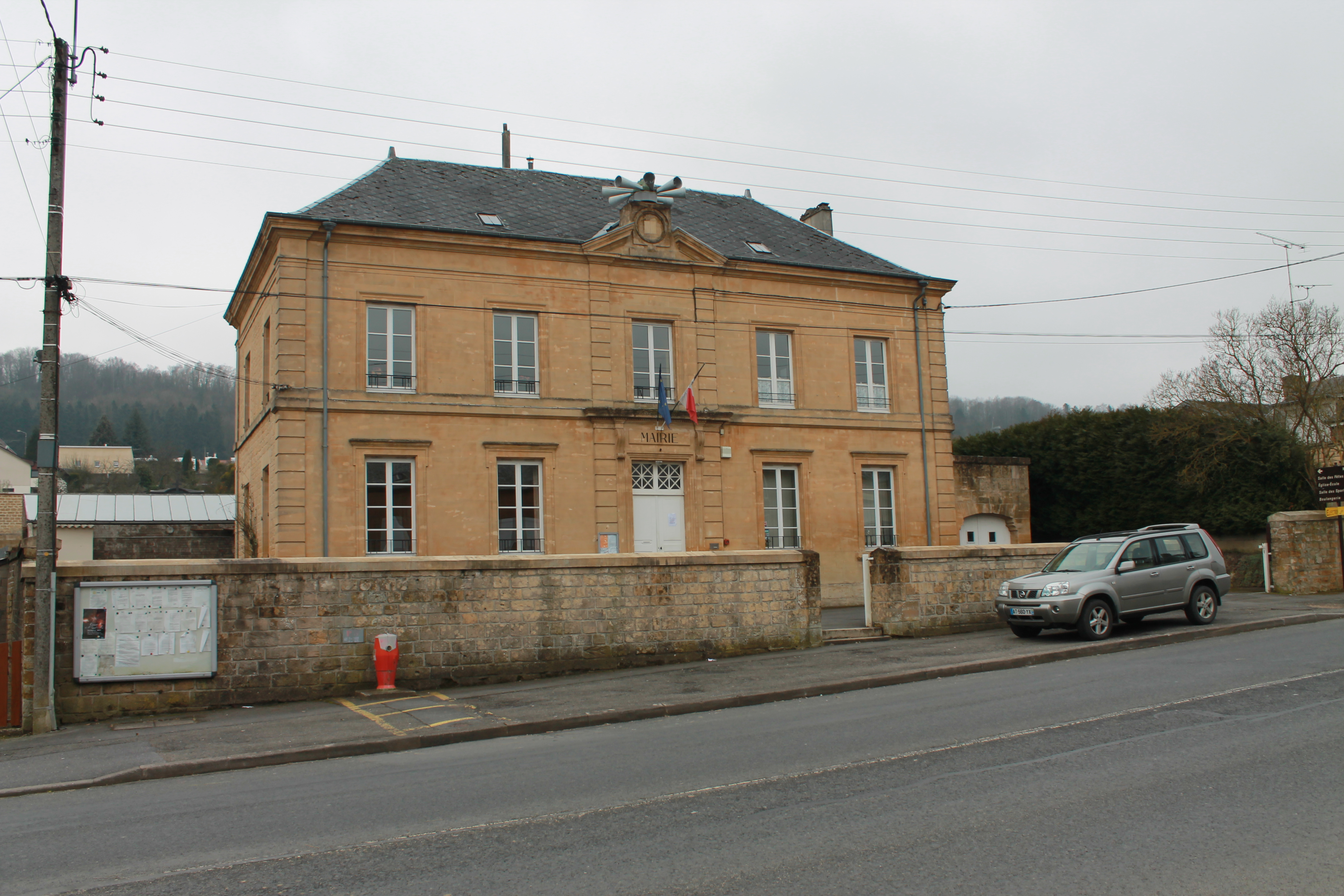
Мэрия
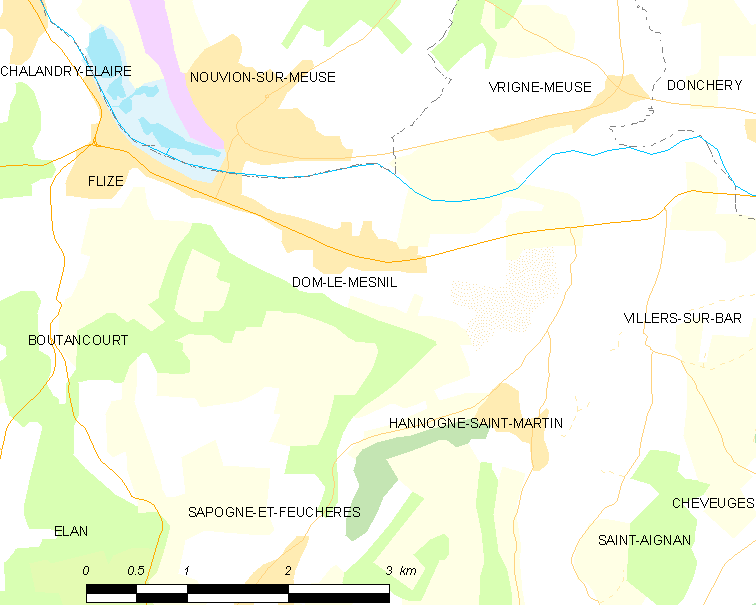
Карта коммуны